# Le Mystère Z 14
Le Mystère Z 14, de son titre original Attila et le Mystère Z14, est la quatrième histoire de la série Les Aventures d'Attila de Derib au dessin et du duo Maurice Rosy-Maurice Kornblum au scénario. Elle est publiée pour la première fois dans le journal Spirou du no 1655 au no 1675. Puis est publiée sous forme d'album en 1971.

## Univers

### Synopsis
Attila et Bourrillon sont devenus officiellement les tuteurs d'Odée. Le facteur apporte un paquet au jeune garçon qui contient un petit chien blanc envoyé par quelqu'un qui prétend être son oncle. Très rapidement, Attila le surprend en train de parler au téléphone, il s'agit comme lui d'un chien intelligent. Le mystérieux chien, surpris qu'il y ait déjà un agent, fait comprendre à Attila que désormais il commande étant donné qu'il a de nouvelles instructions. Attila se demande pourquoi le colonel ne l'a pas prévenu. Après cette discussion, ils surprennent, dans le jardin, le facteur en train de communiquer par radio et disant qu'il a mis le dispositif en place. Le chien blanc veut en savoir plus sur Attila et se présente sous le nom de Z 14 alors qu'Attila par prudence donne un faux nom. Le lendemain, ce même facteur apporte le journal, en le lisant ils apprennent que Grismouron, l'ex-tuteur d'Odée, s'est échappé de prison. Dans le jardin, le facteur-espion fait exploser sa table d'écoute ce qui met Attila et Z 14 en alerte et découvrent le système d'écoute installé au château pour pouvoir les espionner. Le facteur décide d'attaquer Attila, mais avec l'aide de Z 14 ils le mettent hors d'état de nuire. Bourrillon est ensuite mis au courant que Z 14 est lui aussi un chien intelligent, Odée prévient la troupe qu'il vient d’apercevoir le facteur s'introduire en douce dans le château. Il est assommé et attaché, afin que Bourrillon lui emprunte son costume et se fasse passer pour lui, accompagné de Z 14. Arrivé à la gare, il rencontre les deux personnes qui doivent enlever Odée et leur montre le château. Transportant une grosse boite, afin d'y mettre l'enfant, les deux malfrats n'avancent pas vite, ce qui permet à Bourrillon de les devancer et de se déguiser en vieillard, propriétaire du château. Il accueille les deux malfrats qui lui disent qu'ils sont les représentants d'une société qui commercialise une boite qui amuse les enfants. Alors qu'ils patientent dans une pièce, ils sont alertés par les cris de Bourrillon (toujours déguisé) qui se plaint qu'Odée est entrée dans la boite par curiosité et ne peut plus en sortir. Ravi que leur plan fonctionne aussi vite, ils partent avec la boite pleine prétextant se rendre aux bureaux afin de décoincer la serrure. Ils mettent la boite dans un camion qui les attendait. Pendant ce temps Attila fait signe à Odée de sortir de sa cachette derrière un rideau et regarde le camion s'éloigner en rigolant, pendant qu'Odée se demande où est passé Z 14.
Au même moment, Z 14 est perché sur une branche au-dessus de la route. Quand le camion passe, il saute sur le toit. Voyant cela, deux policiers à moto décident de suivre le camion. En passant sur une route en travaux, Z 14 lâche prise et perd connaissance. Il se réveille quelque temps plus tard dans un lit de poupée dans une chambre d'enfant et déguisé avec une robe et un nœud dans les cheveux. Ne s'étant aperçu de rien, le camion arrive à destination, une cachette dans une grosse botte de paille creuse. À l'intérieur ils ouvrent la boite et découvrent le facteur attaché et bâillonné. Dans la chambre Z 14 a eu le droit à la visite du vétérinaire appelé par la petite fille qui l'a recueilli. Dès son départ, il se sauve par la fenêtre et retombe involontairement sur un vélo en train de rouler tout en faisant tomber le propriétaire. Chevauchant un vélo trop grand, il est percuté par le camion des malfrats qui est reparti, le choc le fait décoller et retomber sur son toit. Au même moment au château, Odée enfile le déguisement de vieillard pour faire une blague, mais près du château il croise une personne avec une longue barbe qui rôde dans les environs. Le vieux le reconnaît et semble être de mèche avec les malfrats, il attire Odée un peu plus loin dans le jardin et enlève sa barbe. Il s'agit alors de monsieur Grismouron, l'ex tuteur d'Odée, il endort l'enfant et le met dans le camion que conduisait les malfrats, sous les yeux de Z 14 resté caché dans les buissons. Il tente d'intervenir, mais une gaffe l'en empêche, alors qu'Attila arrive juste après mais trop tard. Un téléphone a été oublié sur place. Attila décroche, au bout du fil les malfrats attendent de nouvelles instructions. Attila se fait passer pour Grismouron et leur fait croire qu'ils doivent renvoyer le facteur au château toujours dans la caisse. Revenu au château, le trio s’aperçoit de la disparition d'Odée. Au grenier il trouve une malle pleine de déguisements et de fausses barbes. Grismouron arrive au repaire sous la paille et remarque la disparition de ses compères. Ces derniers sont arrivés au château où ils rencontrent Bourrillon déguisé qui se fait passer pour Grismouron et leur demande de retourner dans la cachette tout en laissant la boite dans le jardin. Après le départ de l'auto des malfrats avec Bourrillon le facteur sort de la boite sous les yeux d'Attila-Z 14 déguisé eux aussi en Grismouron qui font croire qu'ils ont besoin de lui pour une mission au château. Arrivé dans la cachette, ils tombent nez à nez avec le véritable Grismouron (toujours déguisé), confus les malfrats mettent en joue les deux et enlèvent leurs déguisements. Le facteur et le duo Attila-Z 14 prennent la direction de la planque. Arrivés sur place, le facteur reconnaît Bourrillon comme étant le châtelain. Au même moment, Grismouron agrippe Odée toujours endormi et actionne une manette qui fait s'effondrer la meule de foin, il profite de la confusion pour s'enfuir avec la voiture de sport d'Attila. Bourrillon, Attila et Z 14 le suivent avec le camion, mais le camion est recherché par la police et lors d'un barrage Bourrillon est arrêté et les deux chiens conduit à la fourrière. Profitant de leurs don pour la parole ils trompent les gardiens, quant à Bourrillon il est libéré sur intervention du colonel. Dans la rue, Attila sent l'odeur d'Odée sur une voiture de luxe et décide de s'y agripper. Au Q.G. de l'armée, le colonel explique qu'un radar est placé dans la voiture d'Attila et qu'il sait où elle se trouve. Cachés, les deux chiens ont pu pénétrer dans la propriété. Odée s'y trouve bien et au même moment il tente de fuir par la fenêtre, mais il est rattrapé par Grismouron et le propriétaire de la maison sous les yeux d'Attila et Z 14. Le gardien arrive pour abattre les chiens, mais Attila lui envoie du gravier à la tête ce qui l'aveugle. Au même moment le colonel arrive par hélicoptère et attrape Odée des mains de ses ravisseurs, alors qu'Attila arrête Grismouron. Revenu au château, le colonel souhaite comprendre la venue de Z 14, mais au même moment un certain Professeur Comant entre dans la pièce et déclare qu'il peut répondre aux questions sur Z 14., mais Attila déclare que cela sera une autre histoire.

## Publication

### Revues
L'histoire est publiée pour la première fois dans le journal Spirou du no 1655 au no 1675. Au cours de la publication elle fait la couverture du no 1655, no 1665 et no 1670 avec des dessins de Derib.

### Album
L'histoire est publiée pour la première fois sous forme d'album broché en 1971 par les éditions Dupuis. En 1987, elle est republiée en album cartonné dans la collection Péchés de jeunesse dont elle est le vingt-cinquième tome. En septembre 2010, les éditions Dupuis sortent une intégrale de la série en un album dont l'histoire Attila au château.